# شون غانون
شون غانون هو لاعب هوكي جليد كندي، ولد في 11 سبتمبر 1973 في سو ساينت ماري في كندا.

## وصلات خارجية
- شون غانون على موقع دوري الهوكي الوطني (الإنجليزية)
- شون غانون على موقع قاعة مشاهير الهوكي (لاعب أن.إتش.أل) (الإنجليزية)
- شون غانون على موقع EliteProspects.com (الإنجليزية)
- شون غانون على موقع HockeyDB.com (الإنجليزية)
- شون غانون على موقع Hockey-Reference.com (الإنجليزية)